# Enyo paganus
Enyo paganus är en fjärilsart som beskrevs av Kernbach 1957. Enyo paganus ingår i släktet Enyo och familjen svärmare. Inga underarter finns listade i Catalogue of Life.